# Josh Wagenaar
Joshua Frederick Wagenaar (ur. 26 lutego 1985 w Grimsby) – kanadyjski piłkarz pochodzenia holenderskiego występujący na pozycji bramkarza. Zawodnik bez klubu.

## Kariera klubowa
Wagenaar karierę rozpoczynał w drużynie piłkarskiej ze szkoły średniej Beamsville Secondary School. Potem grał w zespołach St. Catharines Wolves oraz Hamilton Sparta, a w 2005 roku został studentem amerykańskiej uczelni Hartwick College i kontynuował karierę piłkarską w tamtejszej drużynie Hartwick Hawks.
W 2006 roku podpisał kontrakt z holenderskim ADO Den Haag. W Eredivisie zadebiutował 23 września 2006 roku w przegranym 0:2 pojedynku z PSV Eindhoven. W 2007 roku spadł z klubem do Eerste divisie. W styczniu 2008 roku odszedł z ADO na wolny transfer.
W kwietniu 2008 roku został graczem duńskiego Lyngby BK. W Superligaen pierwszy mecz zaliczył 27 kwietnia 2008 roku przeciwko Odense BK (1:1). W lipcu tego samego roku Wagenaar odszedł do angielskiego Yeovil Town z League One. W tych rozgrywkach zadebiutował 11 listopada 2008 roku w przegranym 0:1 spotkaniu z Leicester City. W Yeovil spędził rok.
W 2009 roku podpisał kontrakt ze szkockim Falkirk. Jego graczem był przez rok, jednak w tym czasie nie rozegrał tam żadnego spotkania.

## Kariera reprezentacyjna
Wagenaar jest byłym reprezentantem Kanady U-17, U-20 oraz U-23. Wraz z kadrą U-20 uczestniczył w Mistrzostwach Świata U-20 2003 (ćwierćfinał) oraz w Mistrzostwach Świata U-20 2005, z których Kanada odpadła po fazie grupowej.
W pierwszej reprezentacji Kanady zadebiutował 15 listopada 2006 roku w przegranym 0:1 towarzyskim meczu z Węgrami. W 2009 roku został powołany do kadry na Złoty Puchar CONCACAF. Nie zagrał na nim w żadnym pojedynku, a Kanada odpadła z turnieju w ćwierćfinale.